# سیارک ۸۹۹۷۳
سیارک ۸۹۹۷۳ (به انگلیسی: 89973 Aranyjanos، نامگذاری:2002RR117) هشتاد و نه هزار و نهصد و هفتاد و سومین سیارک کشف شده‌است که در ۸ سپتامبر ۲۰۰۲ کشف شد.